# The Toymaker (film 1912)
The Toymaker è un cortometraggio muto del 1912. Il nome del regista non viene riportato nei credit del film.

## Produzione
Il film fu prodotto dalla Vitagraph Company of America.

## Distribuzione
Distribuito dalla General Film Company, il film - un cortometraggio in una bobina - uscì nelle sale cinematografiche statunitensi il 24 ottobre 1912 mentre nel Regno Unito venne distribuito il 1º febbraio 1913.